# 法鏡寺廃寺跡
法鏡寺廃寺跡（ほうきょうじはいじあと）は、大分県宇佐市大字法鏡寺にある仏教寺院遺跡である。1978年（昭和53年）3月14日に国の史跡に指定されている。

## 概要
飛鳥時代後期（白鳳期）に創建された寺院で、680年に制定された官大寺の制により、大官大寺（後の大安寺）、薬師寺、法興寺、川原寺（弘福寺）などとともに官寺として保護された。
奈良時代の宇佐地方は、虚空蔵寺、法鏡寺、弥勒寺、四日市廃寺、小倉池廃寺などの寺院が立ち並び、宗教、学問、文化の中心地の様相を呈していた。中でも、法鏡寺は、虚空蔵寺と並ぶ大寺院であり、宇佐地方で最も古い寺院のひとつであった。宇佐神宮の神宮寺として創建された弥勒寺を除き、これらの寺院は、宇佐氏、辛嶋氏、大神氏のような宇佐地方の豪族が造営したものと推測されており、法鏡寺廃寺は古代の辛島郷の中心部に位置していることから、辛嶋氏が造営したものと考えられている。
寺院は平安時代中期に一度途絶え、その後、南北朝時代までに同地で復興したが、明治維新後の廃仏毀釈によって弥勒寺とともに廃寺となった。

## 遺構

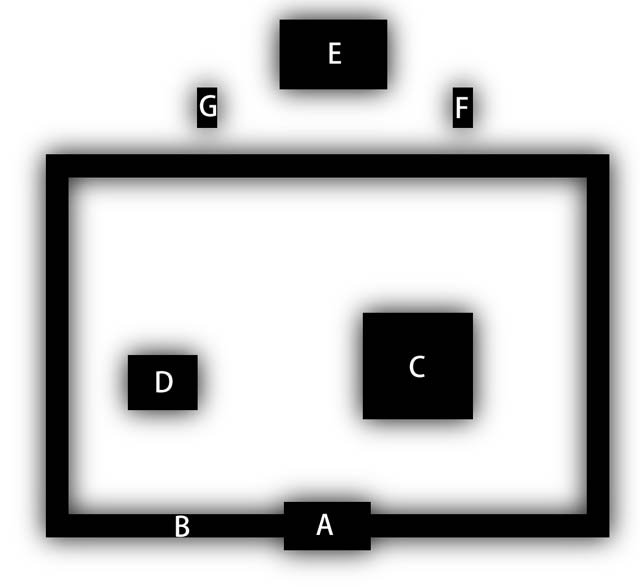
法隆寺の伽藍配置
A - 中門
C - 金堂
E - 講堂
法鏡寺も同様の伽藍配置であったと考えられている。

法鏡寺廃寺は、虚空蔵寺跡から駅館川沿いに約2.5km下流の左岸（西岸）の河岸堤防上に位置する。耕地化や宅地化が進んでいたが、1970年代に調査が行われ、国の史跡に指定されたことをきっかけに土地の公有化が進んでおり、2022年度（平成34年度）の完成を目途に緑地公園として整備される計画である。
これまでに、中門、金堂、講堂の遺構が発見されており、これらの遺跡から法鏡寺は法隆寺式の伽藍配置を有していたものと推定されている。また、出土する瓦の年代が、平安時代初頭までのものに限られることから、創建時の大規模な伽藍が存続したのは平安時代初期頃までの比較的短い期間であったと考えられている。
金堂は、基壇土の広がりから、東西の間口約14.6m、南北の奥行11mと推定されており、比較的小規模であったと考えられている。講堂は、東西約30m、南北約17mで、北面には幅2.2mの軒廊があったと推定される。中門の位置からは基壇の一部が検出されているが、塔や廻廊は十分に確認されていない。